# Książka (miesięcznik)
Książka. Miesięcznik poświęcony krytyce i bibliografii polskiej – polski miesięcznik wydawany w Warszawie i Lwowie w latach 1901–1914 oraz w Warszawie w 1922. 
Redaktorami byli Marian Massonius, Adam Mahrburg, Andrzej Turkuł, Jan Karol Kochanowski, Mieczysław Rulikowski, Roman Wende, Ludwik Bernacki, Jan Muszkowski. Wydawnictwo stawiało sobie na cel „systematyczną krytykę piśmiennictwa polskiego we wszystkich jego działach”. Od 1914 ukazywał się z dodatkiem „Miesięcznik Bibliograficzny”. Pismo zamieszczało recenzje, bibliografie czasopism, kronikę życia literackiego i księgarskiego.